# Stefan Udovičić
Stefan Udovičić (Kirin Serbia: Стефан Удовичић, sinh 20 tháng 9 năm 1991) là một tiền vệ bóng đá Bosnia-Serbia thi đấu cùng với FK Leotar.

## Sự nghiệp
Sinh ra ở Banja Luka, SR Bosnia và Herzegovina, khi vẫn còn trong Nam Tư, Udovičić bắt đầu thi đấu ở Serbia cùng với đội bóng SuperLiga FK Čukarički ở mùa giải 2010–11. Sau đó anh chuyển đến đội bóng hàng đầu Serbia khác, FK Radnički 1923, nhưng không được ra sân trận nào, vì vậy trở về Bosnia và ký hợp đồng với FK Radnik Bijeljina. Trạm dừng tiếp theo là đội bóng vừa lên Bosnian Premier League OFK Gradina. Vào mùa hè 2013 anh chuyển đến FK Leotar.
Vào tháng 6 năm 2009 anh là một phần của đội tuyển U-19 Bosnia và Herzegovina.